# 社區18
社區18（英語：Community 18）為香港的一個建制派民間組織，成立於2010年6月，共有35位創會成員，由工商界立法會議員林大輝擔任召集人，顧問包括梁家騮、譚偉豪及廠商會會長黃友嘉等，成員包括多個地區的區議員，如沙田區的龐愛蘭及油尖旺區的陳偉強等。組織的成立目的是關注社區、民生等問題，並將研究結果提交政府，不過由於林大輝與政務司唐英年關係密切，組織被外界解讀為替唐英年於2012年香港行政長官選舉中試水。

## 立法會議員（2012-2016）
- 林大輝（工業界（第二））
- 陳健波（保險界）
- 梁家騮（醫學界）

## 歷屆區議會議員

### 2020年至2023年
| 區議會 | 代號 | 選區 | 姓名   | 備註       |
| ------ | ---- | ---- | ------ | ---------- |
| 北區   | N07  | 盛福 | 溫和達 | 工聯會成員 |

### 2016年至2019年
| 區議會   | 代號 | 選區           | 姓名   | 備註                |
| -------- | ---- | -------------- | ------ | ------------------- |
| 中西區   | A10  | 石塘咀         | 陳財喜 | 新世紀論壇成員      |
| 東區     | C19  | 城市花園       | 許清安 | 港島聯成員          |
| 九龍城區 | G18  | 紅磡灣         | 張仁康 | 經民聯成員          |
| 觀塘區   | J11  | 寶達           | 洪錦鉉 | 民建聯成員          |
| 觀塘區   | J18  | 平田           | 姚柏良 | 創建力量成員        |
| 觀塘區   | J25  | 景田           | 張順華 | 創建力量成員        |
| 觀塘區   | J27  | 月華           | 徐海山 | 新世紀論壇成員      |
| 觀塘區   | J29  | 康樂           | 馬軼超 | 新世紀論壇成員      |
| 荃灣區   | K01  | 德華           | 羅少傑 |                     |
| 元朗區   | M25  | 嘉湖南         | 湛家雄 |                     |
| 元朗區   | 當然 | 十八鄉鄉委主席 | 梁福元 | 城鄉會成員          |
| 北區     | N07  | 盛福           | 溫和達 | 工聯會成員          |
| 大埔區   | P11  | 運頭塘         | 余智榮 | 新界社團聯會成員    |
| 沙田區   | R05  | 愉城           | 梁家輝 | 公民力量/新民黨成員 |
| 沙田區   | R21  | 火炭           | 龐愛蘭 | 新世紀論壇成員      |
| 沙田區   | R33  | 愉欣           | 姚嘉俊 | 公民力量/新民黨成員 |
| 葵青區   | S13  | 華麗           | 黃耀聰 | 經民聯成員          |
| 葵青區   | S23  | 長青           | 李志強 | 經民聯成員          |

## 其餘成員列表
- 余秀珠
- 王振邦
- 黃瑞華
- 王文傑
- 陳景煌
- 吳炫達
- 余智成
- 梁兆棠
- 鄒正林
- 楊　默
- 陳偉強
- 黃以謙
- 施能熊
- 劉定安
- 陳偉明
- 湯寶珍
- 方　平

參考來源：

## 外部連結
社區18 （页面存档备份，存于）